# Eurytoma serratulae
Eurytoma serratulae is een vliesvleugelig insect uit de familie Eurytomidae. De wetenschappelijke naam is voor het eerst geldig gepubliceerd in 1798 door Fabricius.